# 올림픽공원역 (베이징)
올림픽공원역(중국어: 奥林匹克公园站)은 베이징 지하철 8호선과 베이징 지하철 15호선 환승역으로, 중국 베이징시 차오양구 아오윈춘 가도 다툰로와 경관 대도가 교차하는 올림픽 공원 내에 위치한다. 8호선 역이 개통한 당시에는 2008년 베이징 올림픽을 주관하는 올림픽 지선의 역이었고, 한때 제29회 올림픽 관중들의 주역이기도 하였다.

## 위치
8호선 역은 다툰로 남측의 올림픽 공원 중축 광장 지하에 위치하며 남북 방향으로 배치되어 있다. 15호선 역은 8호선 아래의 다툰로 성시 터널 아래에 있으며 버스 정류장 서쪽을 차지하고 다툰로를 따라 동서로 배치되어 있다. 두 노선은 "L"자 모양으로 교차하며 연결 통로를 통해 환승이 가능하다.

## 역 구조
8호선 올림픽공원역은 섬식 승강장으로 설계된 지하 2층의 역으로 역사 본체의 길이는 228.2m, 폭은 24.9m이다. 역은 두 부분으로 구성되어 있으며, 남쪽 부분은 지하철 8호선의 역사이고, 북쪽 부분은 지하철과 고속버스(미개방)의 지하 환승 터미널이다. 승객은 통로를 통해 지하철 승강장에서 버스 정류장까지 직접 이동한 뒤 버스로 환승할 수 있다.
15호선 올림픽공원역은 섬식 승강장으로 설계된 지하 2층 3경간 구조로 다툰로 터널 아래에 위치한 역사 본체는 역사 전체 길이를 굴착 공법으로 건설하여, 총 길이는 205.5m이고 표준 구간 폭은 23.3m이다.

### 층별 구조
| 지면층                    | 가도                            | B-I출입구                               |
| 지하 1층 8호선 대합실 층  | 대합실                          | 고객센터, 자동 발매기, 출입 게이트      |
| 지하 2층 8호선 승강장 층  | ←                               | ■ 8호선 주신좡 방면 (삼림공원 남문)     |
| 지하 2층 8호선 승강장 층  | 섬식 승강장, 왼쪽 출입문이 열림 |                                         |
| 지하 2층 8호선 승강장 층  | →                               | ■ 8호선 잉하이 방면 (올림픽스포츠센터)  |
| 지하 3층 15호선 대합실 층 | 대합실                          | 고객센터, 자동 발매기, 출입 게이트      |
| 지하 4층 15호선 승강장 층 | ←                               | ■ 15호선 칭화둥루시커우 방면 (베이사탄) |
| 지하 4층 15호선 승강장 층 | 섬식 승강장, 왼쪽 출입문이 열림 |                                         |
| 지하 4층 15호선 승강장 층 | →                               | ■ 15호선 펑보 방면 (안리루)             |

### 대합실 및 환승

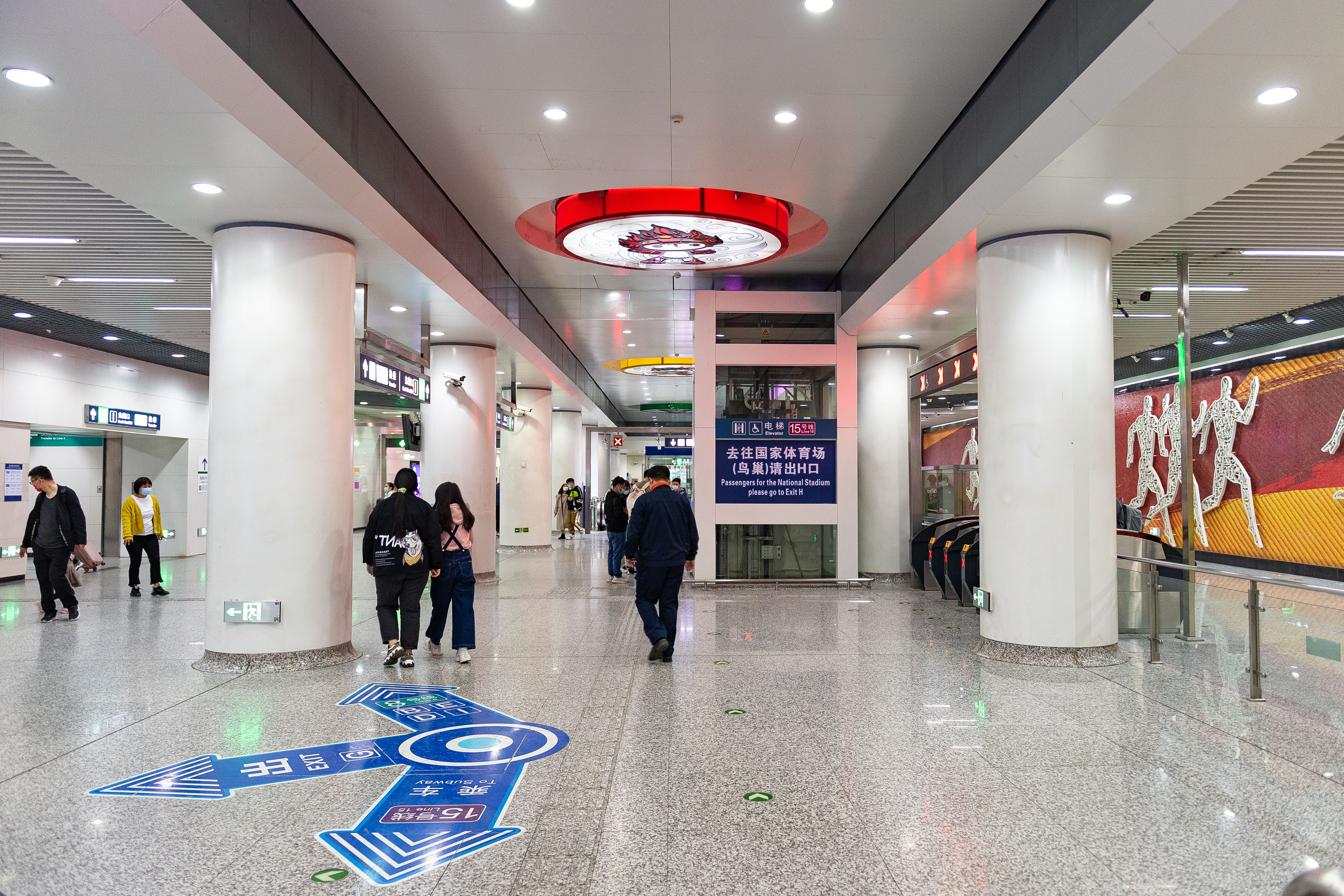
15호선 대합실 (2021년 4월 촬영)

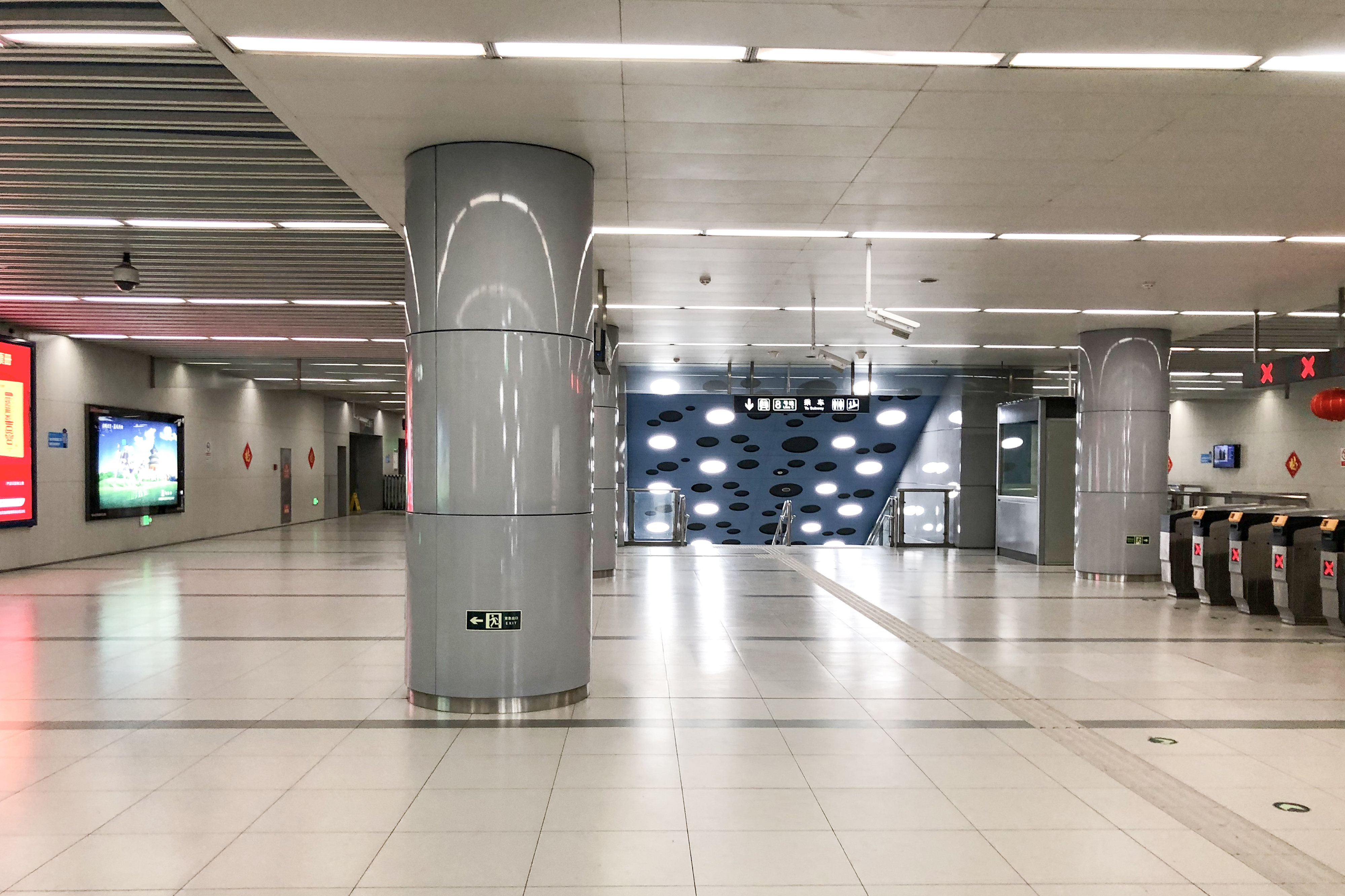
8호선 대합실 (2021년 2월 촬영)

8호선 올림픽공원역 대합실은 남북으로 뻗어있는 역 지하 1층에 위치하며, 대합실 북서쪽 모퉁이에 환승 공간으로 이어지는 통로가 있다. 지하 1층은 계단과 에스컬레이터를 통해 연결되며, 남쪽에서 15호선 대합실로 진입한다. 15호선 대합실은 지하 3층에 위치하며, 남쪽은 환승 통로로, 북쪽은 대합실 천장에 푸와 문양으로 만들어진 조명 장식이 설치되어 있다.

### 승강장
8호선 승강장은 올림픽공원 중축 광장 아래에 위치한 섬식 승강장이다. 승강장 천장은 푸른색 금속 소재와 조명 장치로 이루어져 물의 자연스러운 모습을 표현하였고, 근처 지상에 있는 베이징 국가수영센터가 울려 퍼진다. 역의 스크린도어는 승강장의 장식 스타일을 반영하여 다양한 해양 동물의 패턴으로 덮여 있다. 역 승강장에는 승객들이 무료로 사용할 수 있는 생수기가 있고, 15호선 승강장은 다툰로 지하에 위치하며 섬식 승강장의 구조이다.

## 출입구
8호선 역에는 대합실로 이어지는 6개의 출입구가 있다 : 북동쪽 출구(B), 동쪽 출구(C), 남동쪽 출구(D) 3개의 출입구는 "예악중문(礼乐重门)" 지하 광장과 연결되어 있다. 동쪽에 있는 두 개의 출입구(A1)와 남서쪽 출구(E)는 서쪽의 상무 보행 거리로 연결된다.
15호선 역은 3개의 출입구가 있으며, 환승 통로에는 독립된 1번 출입구가 있다.
|                         |                                         | |      |           |
|                         |                                         | |      |           |
| 출구                    | 지시                                    | 목적지 | 사진 | 편의 시설 |
| ■ 8호선에 연결          |                                         | |      |           |
| 出口 · B                |                                         | 7개원자(七个院子), 호경 서로(湖景西路), 중국과학기술관(中国科学技术馆), 국가동물박물관(国家动物博物馆)                                       |      | 빈칸      |
| 出口 · D                |                                         | 7개원자(七个院子), 중축 광장(中轴广场), 베이징 국가체육장(国家体育场), 신올림픽센터(新奥购物中心), 베이징 신아오 공미 빌딩(北京新奥工美大厦) |      | 빈칸      |
| 出口 · E                |                                         | 국가회의센터, 국가체육관(國家體育館), 톈천 동로(天辰东路), 중축 광장(中轴广场), 베이징 신아오 공미 빌딩(北京新奥工美大厦)                    |      | 빈칸      |
| ■ 15호선에 연결         |                                         | |      |           |
| (임시 휴업)             | 베이천로(北辰西路), 톈천 서로(天辰西路) | 국가회의센터 2기(国家会议中心二期) |      |           |
| 出口 · G                | 다툰로(大屯路), 톈천 동로(天辰东路)     | |      | 빈칸      |
| 出口 · H                | 톈천 동로(天辰东路)                     | 국가체육장 북로(国家体育场北路), 베이천 센트리 센터(北辰世纪中心), 국가회의센터 호텔(国家会议中心大酒店)                                     |      | 빈칸      |
| ■ 8호선 ■ 15호선에 연결 |                                         | |      |           |
| 出口 · I                |                                         | 국가회의센터(国家会议中心) |      | 빈칸      |
| 아이콘 설명: 엘리베이터 |                                         | |      |           |

## 역사
8호선 올림픽공원역 건설은 2005년 6월 8일 착공, 2006년 9월 8일 주요 구조물이 완공되었다. 2008년 7월 19일 8호선 역이 개통되었으나 일시적으로 올림픽 선수촌을 방문하는 등록된 언론인, 자원봉사자, 선수, 코치 등에게만 개방되었다. ; 동년 7월 30일, 2008년 하계 올림픽 개막식 리허설을 위해 올림픽공원역은 리허설 티켓을 소지한 관중들에게만 개방되었다. 이후 올림픽 및 패럴림픽 기간 동안 이 역은 계속 운영되었다. 2008년 9월 1일부터 2008년 10월 8일까지 대중에게 공개되지 않았으나 동년 10월 9일 공식적으로 개장하였다.
2009년에는 15호선 계획이 승인되어 15호선과 8호선의 환승역으로 올림픽공원역이 계획되었다. 15호선 올림픽공원역 건설은 2011년 1월에 착공하여 2014년 12월 28일 개통되었다. 2019년 1월 2일부터 국가회의센터 2기 공사 시행에 협조하기 위해 추후 공지가 있을 때까지 본 역의 F출입구가 폐쇄되었다.
2020년 12월 공개된 베이징 지하철 노선도에는 이 역의 영어 이름이 Olympic Green에서 Olympic Park로 변경된 것을 확인할 수 있다. 2021년 12월, 이 역 스크린도어 위의 명판에 영어 역명이 "Aolinpike Gongyuan (Olympic Park)"으로 변경되었으며, 병음과 지점 표기의 영어 번역이 포함되었다.

## 같이 보기
- 올림픽 공원 (베이징시)